# Vanusa dos Santos
Vanusa Henrique dos Santos (née le 22 janvier 1990 à Carlinda) est une athlète brésilienne, spécialiste du sprint.
Son meilleur temps est de 11 s 45 obtenu à deux reprises, la première fois à Maringá le 8 septembre 2012, la seconde à Azusa (Californie), le 18 avril 2015, tandis que sur 200 m son record est de 23 s 43 obtenu à São Bernardo do Campo le 17 mai 2015.